# Blauwe marlijn
De blauwe marlijn (Makaira nigricans) is een straalvinnige vis uit de familie van zeilvissen (Istiophoridae), orde van baarsachtigen (Perciformes).

## Beschrijving
Het gestroomlijnde lichaam is aan de bovenzijde (inclusief de rugvin) donkerblauw en aan de onderzijde (inclusief de buikvinnen) zilverwit. De overige vinnen zijn bruin/zwart met af en toe blauw. De zilverwitte flanken bevatten dwarsbanden, die zijn samengesteld uit blauwe vlekken. De licht gekromde borstvinnen worden zo’n 20 cm lang en kunnen tegen het lichaam aangedrukt worden. De smalle buikvinnen worden zo’n 30 cm lang. De staart is sikkelvormig met zijkielen. Ze hebben een verticaal kieuwenstelsel. Het zwaard is 3 tot 4 keer langer dan de onderkaak. De vis kan een lengte bereiken van 4,3 meter en een gewicht van meer dan 900 kilogram. Er worden ook grotere marlijnen gezien en gefotografeerd, maar deze dieren zijn nooit aangeland, waardoor er geen betrouwbare gegevens van zijn.

## Leefwijze
Het voedsel van deze krachtige zwemmer bestaat in hoofdzaak uit vis, (pijl-)inktvis, schaaldieren en vooral jonge tonijn. Deze vangt hij door met z’n speer heen en weer te slaan als ze met hoge snelheid een school vissen doorkruisen. De gewonde of verdoofde vissen zijn dan een gemakkelijke prooi. De marlijn heeft weinig natuurlijke vijanden, uitgezonderd orka's, die weleens op hem jagen. En dit zullen ze collectief moeten doen, want de blauwe marlijn is met z’n 90 km/uur het snelste levende waterdier.

## Leefomgeving
De blauwe marlijn is een zoutwatervis. De soort komt voor in de Atlantische Oceaan in een brede zone aan beide zijden van de evenaar.

## Relatie tot de mens
De blauwe marlijn is voor de visserij van aanzienlijk commercieel belang. Greenpeace heeft de atlantische blauwe marlijn op de rode lijst van geconsumeerde vissoorten gezet. De International Union for Conservation of Nature (IUCN), de instantie die bepaalt of dieren bedreigd zijn als soort, noemt de vissoort niet bedreigd.
Het feit dat een marlijn ook op tonijn jaagt, verklaart meteen waarom regelmatig marlijn als nevenvangst in de netten van tonijnvissers zit. In principe wordt marlijn gevangen door middel van zogenaamd lijnvissen. Dit voorkomt veel nevenvangst.
In de hengelsport is dit een van de meest gewilde vissen vanwege de enorme formaten die bereikt kunnen worden en vindt er een uitgebreide en kostbare "biggamevisserij" op plaats. Ze zijn vrij moeilijk te vangen. De strijd om deze vissen binnen te halen kan soms enkele uren duren. In toeristische gebieden vertegenwoordigt dit een waarschijnlijk nog veel groter economisch belang dan de commerciële visserij.
De Amerikaanse schrijver Ernest Hemingway beschreef in zijn roman The Old Man and the Sea zo'n strijd om deze vis te vangen.